# Чайна ложка

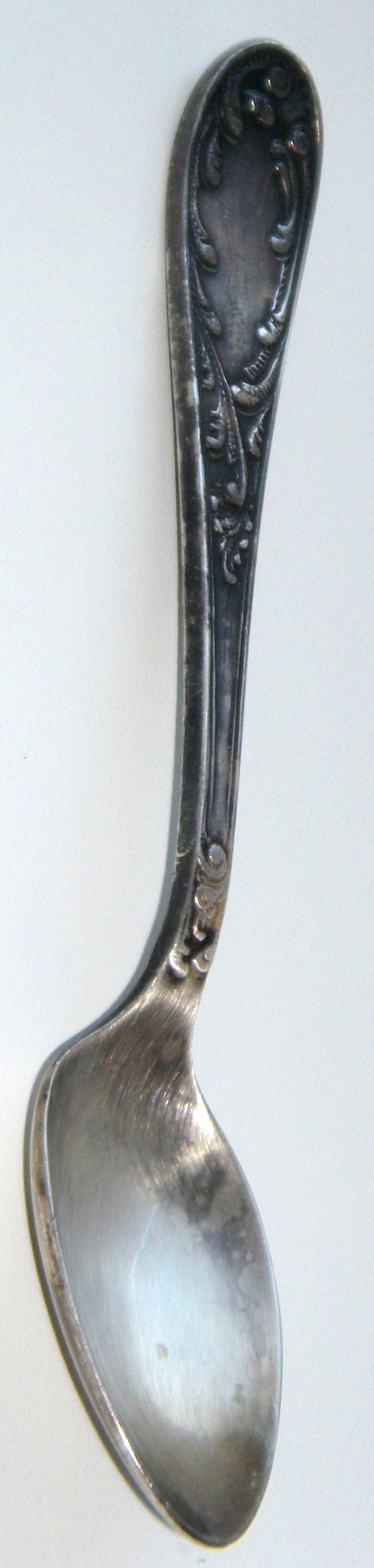

Чайна ложка — столовий прибор, що вміщає до 5 мілілітрів рідини.
Використовується для розмішування цукру в чаї і вживання десертів. Спеціальною чайною ложкою з довгою ручкою їдять морозиво.
У медицині та кулінарії, чайна ложка використовується як міра ваги або об'єму. Прийнято вважати, що одна чайна ложка вміщує об'єм, рівний 5 мл. Старіші визначення чайної ложки вводилися в США: 1 чайна ложка = 4,93 мл і в Англії 1 чайна ложка = 3,55 мл.